# معضوضة ثلاثية الأوراق
معضوضة ثلاثية الأوراق (الاسم العلمي:Momordica trifoliolata) هي نوع من النباتات تتبع جنس المعضوضة من الفصيلة القرعية.